# 삼계석문
삼계석문 (三磎石門)은 대한민국 전북특별자치도 임실군 오수면 둔덕리에 있는 임각서이다. 2016년 10월 17일 임실군의 향토문화유산(기념물) 제3호로 지정되었다. 삼계석문은 단구대 및 구로정으로부터 서쪽으로 약 70m 정도 떨어진 곳에 있다. 높이 8m, 폭 4.7m, 두께 2.2m의 거대한 바위에 새겨진 ‘삼계석문(三磎石門)’ 네 글자의 총길이는 4m에 이르며, 각 글자의 크기는 가로 70cm, 세로 80cm이다. 삼계(三磎)란 구로정 아래로 오수천, 율천, 오천이 합수하는 곳을 말하며, 현종 4년(1663) 계축년 가을에 간호(艮湖) 최유지(崔攸之)의 아들 최기옹(崔綺翁)이 쓴 것이다. 서체의 필획이 고운(孤雲) 최치원(崔致遠)의 글씨라고 전해지는 경남 하동 쌍계사 입구의 ‘쌍계석문(雙磎石門)’을 모작한 것이라고 한다. 